# Chung kết UEFA Europa Conference League 2023
Trận chung kết UEFA Europa Conference League 2023 là trận đấu cuối cùng của UEFA Europa Conference League 2022–23, mùa giải thứ hai của giải đấu bóng đá cấp câu lạc bộ hạng ba của châu Âu do UEFA tổ chức. Trận đấu được diễn ra tại Sân vận động Fortuna ở Prague, Cộng hòa Séc vào ngày 7 tháng 6 năm 2023, giữa câu lạc bộ Fiorentina của Ý và câu lạc bộ West Ham United của Anh.
West Ham United giành chiến thắng 2–1 để có chức vô địch UEFA Europa Conference League đầu tiên. Với tư cách là đội vô địch, họ giành quyền tham dự vòng bảng của UEFA Europa League 2023-24.

## Các đội bóng
| Đội             | Số lần tham dự trận chung kết trước (chữ đậm thể hiện năm vô địch) |
| --------------- | ------------------------------------------------------------------ |
| Fiorentina      | Không có                                                           |
| West Ham United | Không có                                                           |

## Địa điểm

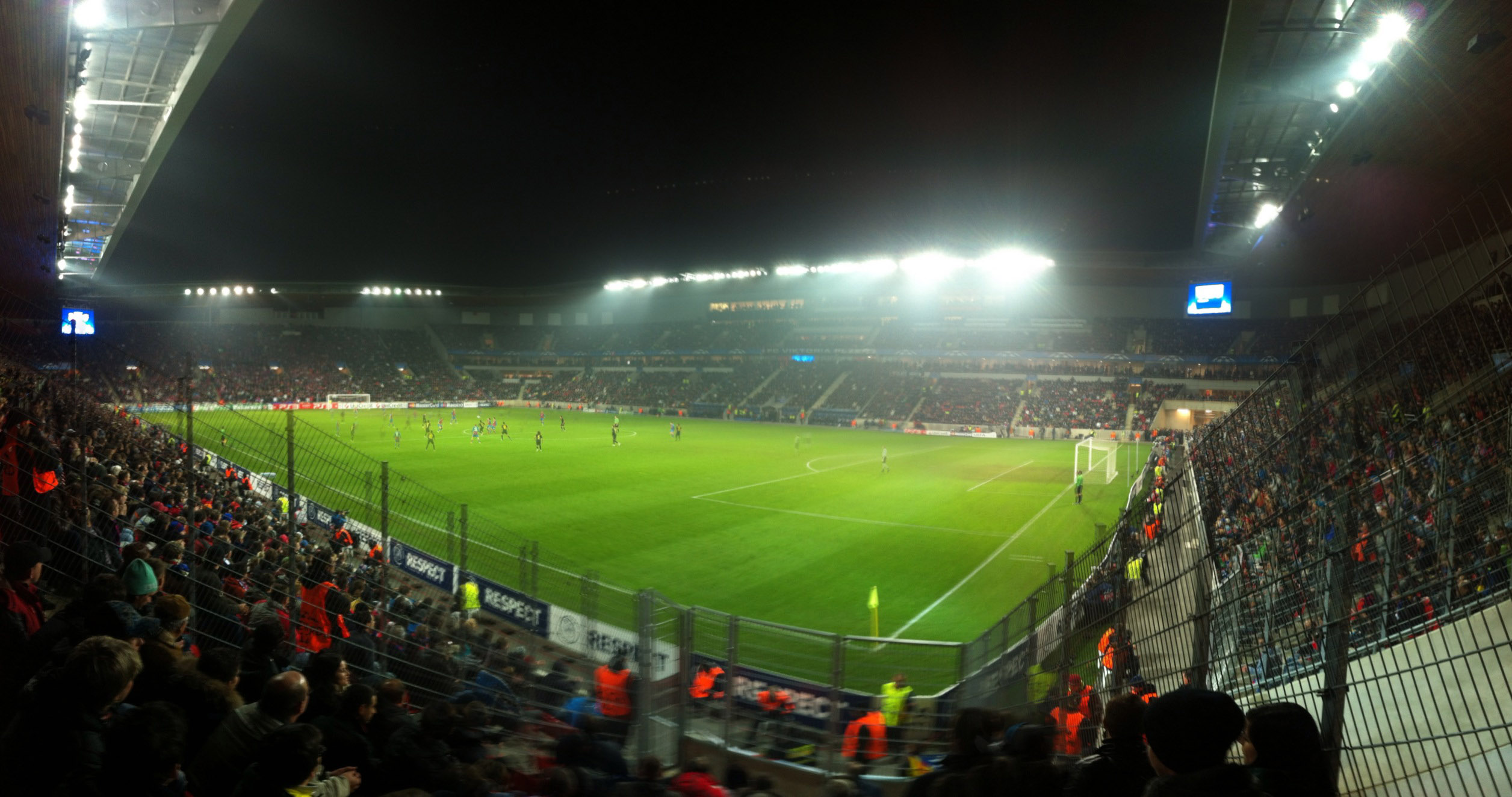
Sân vận động Fortuna ở Prague là nơi tổ chức trận chung kết.

Ủy ban điều hành UEFA đã chỉ định Sân vận động Fortuna làm địa điểm đăng cai trong cuộc họp của họ ở Viên, Áo, vào ngày 10 tháng 5 năm 2022.
Sân vận động Fortuna trước đây đã tổ chức Siêu cúp châu Âu 2013, cũng như là bốn trận đấu tại Giải vô địch bóng đá U-21 châu Âu 2015, bao gồm cả trận chung kết.

## Đường đến trận chung kết
Ghi chú: Trong tất cả các kết quả dưới đây, tỉ số của đội lọt vào chung kết được đưa ra trước tiên (N: sân nhà; K: sân khách)
| VT | Đội                 | ST | Đ  |
| -- | ------------------- | -- | -- |
| 1  | İstanbul Başakşehir | 6  | 13 |
| 2  | Fiorentina          | 6  | 13 |
| 3  | Heart of Midlothian | 6  | 6  |
| 4  | RFS                 | 6  | 2  |

| VT | Đội             | ST | Đ  |
| -- | --------------- | -- | -- |
| 1  | West Ham United | 6  | 18 |
| 2  | Anderlecht      | 6  | 8  |
| 3  | Silkeborg       | 6  | 6  |
| 4  | FCSB            | 6  | 2  |

## Thông tin trận đấu

### Diễn biến
Hiệp 1
West Ham khởi đầu nhanh chóng khi Lucas Paquetá chuyền cho Michail Antonio, nhưng cú sút của anh đã bị Pietro Terracciano cản phá dễ dàng. Ngay sau đó, Rolando Mandragora của Fiorentina tung ra cú sút từ khoảng cách xa, đi chệch cột dọc. Fiorentina được nghỉ sau cú sút của Declan Rice đi chệch cột dọc sau một quả ném biên dài mà người Ý không thể cản phá. Fiorentina bắt đầu kiểm soát nhịp độ từ thời điểm này và có cơ hội khi cú đánh đầu của Nikola Milenković đi vọt xà ngang từ quả phạt góc. Saïd Benrahma băng xuống gần rìa vòng cấm Fiorentina, nhưng thay vì thực hiện quả đá phạt trực tiếp cho Hammers, anh lại nhận thẻ vàng đầu tiên của trận đấu vì mô phỏng.
Mười phút trước khi tiếng còi mãn cuộc vang lên, trận đấu phải tạm dừng khi đội trưởng Fiorentina Cristiano Biraghi bị các cổ động viên West Ham ném cốc và các đồ vật khác ném trúng. Biraghi bị chảy máu sau đầu, nhưng sau khi được điều trị y tế, anh vẫn tiếp tục thi đấu. Fiorentina liên tiếp được hưởng quả phạt góc nhưng West Ham đã xử lý được và ngăn cản Fiorentina tận dụng thành công. Tomáš Souček có pha đánh đầu trong vòng cấm bị Luca Ranieri phá ra ở gần cuối hiệp. Fiorentina có cơ hội tốt nhất trong hiệp một ngay trước khi tiếng còi mãn cuộc vang lên. Alphonse Areola đẩy cú đánh đầu của Christian Kouamé đi chệch cột dọc, rồi nó rơi xuống Luka Jović, người đã đánh đầu đủ tốt sau pha phản công và Areola không thể ngăn cản nó đi vọt xà ngang. Tuy nhiên, Jović đã rơi vào thế việt vị khi Kouamé chạm bóng, bàn thắng nhanh chóng không được công nhận. Cả hai đội bước vào hiệp một và tạo ra ít cơ hội, nhưng Fiorentina chiếm ưu thế về kiểm soát bóng, tỏ ra là đội chơi tốt hơn và gần như dẫn trước.
Hiệp 2
Fiorentina thực hiện sự thay người đầu tiên khi hiệp hai được một phút, Jovic rời sân và được thay thế bởi Arthur Cabral. Nayef Aguerd trở thành cầu thủ thứ hai bị phạt thẻ sau pha phạm lỗi cao với Mandragora ở phút 53. Người Ý có cú sút đầu tiên trúng đích, nhưng Areola dễ dàng cản phá cú sút của Kouamé. West Ham mở tỉ số trận đấu ở phút 60, khi Jarrod Bowen thực hiện quả ném biên dài trong vòng cấm trước khi thực hiện quả phát bóng lên trong bối cảnh Bowen và các cầu thủ West Ham khác kháng cáo quả phạt đền mạnh mẽ. Sau khi trọng tài Carlos del Cerro Grande kiểm tra VAR cho thấy Biraghi đã dùng tay chạm bóng, quả phạt đền được trao cho Hammers. Quả phạt đền của Benrahma vào góc cao bên phải khiến Terracciano đi sai hướng và đưa West Ham dẫn trước 1–0. Cả hai đội đều có những thay đổi ngay sau đó; West Ham thay Kurt Zouma bằng Thilo Kehrer, và Kouamé của Fiorentina được thay thế bởi Riccardo Saponara.
Sự dẫn trước của West Ham chỉ tồn tại trong thời gian ngắn. Nicolás González đã giành chiến thắng trong một pha tranh chấp trên không trước Emerson, và đánh đầu hạ gục Giacomo Bonaventura, người đã khống chế tốt bằng một chân và sút tung lưới Areola bằng chân còn lại vào góc xa để gỡ hòa cho Fiorentina. West Ham suýt chút nữa đã đáp trả để giành lại lợi thế dẫn trước khi Antonio bị Paquetá chuyền vào, nhưng không thể tận dụng cơ hội và cờ đã việt vị. Benrahma được thay thế cho Pablo Fornals ngay sau đó. Milenkovic đã bị phạt thẻ sau khi hạ Paqueta, gia nhập Mandragora với tư cách là cầu thủ Fiorentina bị cảnh cáo. Phút 80, Ranieri được thay thế bởi Igor Julio. West Ham có thêm một cơ hội nữa nhưng bị coi là việt vị, lần này Soucek là người không thể đánh bại Terracciano. Sofyan Amrabat nhận thẻ vàng sau pha vào bóng với Emerson ở phút 85. Amrabat có cơ hội từ vòng quay của West Ham, nhưng anh không thể đánh bại Areola. Vào phút thứ 90 của trận đấu, khi thời gian bù giờ sắp xảy ra, Paquetá chặn bóng ở giữa sân, và chuyền bóng cho Bowen, người chỉ có Terracciano trong khung thành Fiorentina mới đánh bại được. Bowen đỡ bóng qua chân Terracciano và dù thủ môn chạm bóng nhẹ nhưng cú sút lại đi vào lưới, gỡ lại thế dẫn trước cho West Ham ở những giây phút cuối cùng của thời gian thi đấu chính thức. Điều này là đủ để giúp Hammer giành chiến thắng 2-1 và giành chức vô địch UEFA Europa Conference League đầu tiên của họ.

### Chi tiết
Đội "nhà" (vì mục đích hành chính) được xác định bằng một lượt bốc thăm bổ sung được tổ chức sau khi bốc thăm tứ kết và bán kết.
| Fiorentina        | 1–2      | West Ham United                    |
| ----------------- | -------- | ---------------------------------- |
| - Bonaventura 67' | Chi tiết | - Benrahma 62' (ph.đ.) - Bowen 90' |

| Fiorentina | West Ham United |

| GK                | 1  | Pietro Terracciano    |     |       |
| RB                | 2  | Dodô                  |     |       |
| CB                | 4  | Nikola Milenković     | 75' |       |
| CB                | 16 | Luca Ranieri          |     | 84'   |
| LB                | 3  | Cristiano Biraghi (c) |     |       |
| CM                | 34 | Sofyan Amrabat        | 85' |       |
| CM                | 38 | Rolando Mandragora    | 66' | 90+3' |
| AM                | 5  | Giacomo Bonaventura   |     |       |
| RW                | 22 | Nicolás González      |     |       |
| LW                | 99 | Christian Kouamé      |     | 61'   |
| CF                | 7  | Luka Jović            |     | 46'   |
| Dự bị:            |    |                       |     |       |
| GK                | 31 | Michele Cerofolini    |     |       |
| DF                | 15 | Aleksa Terzić         |     |       |
| DF                | 23 | Lorenzo Venuti        |     |       |
| DF                | 28 | Lucas Martínez Quarta |     |       |
| DF                | 98 | Igor                  |     | 84'   |
| MF                | 8  | Riccardo Saponara     |     | 61'   |
| MF                | 32 | Alfred Duncan         | 67' |       |
| MF                | 42 | Alessandro Bianco     |     |       |
| MF                | 72 | Antonín Barák         |     | 90+3' |
| FW                | 9  | Arthur Cabral         |     | 46'   |
| FW                | 11 | Jonathan Ikoné        |     |       |
| FW                | 77 | Josip Brekalo         |     |       |
| Huấn luyện viên:  |    |                       |     |       |
| Vincenzo Italiano |    |                       |     |       |

| GK               | 13 | Alphonse Areola  |       |       |
| RB               | 5  | Vladimír Coufal  |       |       |
| CB               | 4  | Kurt Zouma       |       | 61'   |
| CB               | 27 | Nayef Aguerd     | 53'   |       |
| LB               | 33 | Emerson Palmieri |       |       |
| CM               | 28 | Tomáš Souček     |       |       |
| CM               | 41 | Declan Rice (c)  |       |       |
| AM               | 11 | Lucas Paquetá    |       |       |
| RW               | 20 | Jarrod Bowen     | 90+7' |       |
| LW               | 22 | Saïd Benrahma    | 31'   | 76'   |
| CF               | 9  | Michail Antonio  |       | 90+4' |
| Dự bị:           |    |                  |       |       |
| GK               | 1  | Łukasz Fabiański |       |       |
| DF               | 2  | Ben Johnson      |       |       |
| DF               | 3  | Aaron Cresswell  | 90+1' |       |
| DF               | 21 | Angelo Ogbonna   |       | 90+4' |
| DF               | 24 | Thilo Kehrer     |       | 61'   |
| MF               | 8  | Pablo Fornals    |       | 76'   |
| MF               | 10 | Manuel Lanzini   |       |       |
| MF               | 12 | Flynn Downes     |       |       |
| MF               | 62 | Freddie Potts    |       |       |
| FW               | 14 | Maxwel Cornet    |       |       |
| FW               | 18 | Danny Ings       |       |       |
| FW               | 72 | Divin Mubama     |       |       |
| Huấn luyện viên: |    |                  |       |       |
| David Moyes      |    |                  |       |       |

| Cầu thủ xuất sắc nhất trận đấu: Jarrod Bowen (West Ham United) Trợ lý trọng tài: Pau Cebrián Devis (Tây Ban Nha) Guadalupe Porras Ayuso (Tây Ban Nha) Trọng tài thứ tư: Jesús Gil Manzano (Tây Ban Nha) Trợ lý trọng tài dự bị: Diego Barbero Sevilla (Tây Ban Nha) Trợ lý trọng tài video: Juan Martínez Munuera (Tây Ban Nha) Trợ lý tổ trợ lý trọng tài video: Alejandro Hernández Hernández (Tây Ban Nha) Hỗ trợ trợ lý trọng tài video: Tiago Martins (Bồ Đào Nha) | Luật trận đấu - 90 phút thi đấu chính thức - 30 phút của hiệp phụ nếu tỷ số hòa sau thời gian thi đấu chính thức - Loạt sút luân lưu nếu tỷ số vẫn hòa sau hiệp phụ - Mỗi đội có 12 cầu thủ dự bị - Mỗi đội thay tối đa 5 cầu thủ, với cầu thủ thứ sáu được phép thay ở hiệp phụ |

### Thống kê
| Thống kê           | Fiorentina | West Ham United |
| ------------------ | ---------- | --------------- |
| Bàn thắng ghi được | 0          | 0               |
| Tổng cú sút        | 7          | 3               |
| Cú sút trúng đích  | 0          | 1               |
| Cứu thua           | 1          | 0               |
| Kiểm soát bóng     | 65%        | 35%             |
| Phạt góc           | 3          | 2               |
| Phạm lỗi           | 5          | 7               |
| Việt vị            | 1          | 1               |
| Thẻ vàng           | 0          | 1               |
| Thẻ đỏ             | 0          | 0               |

| Thống kê           | Fiorentina | West Ham United |
| ------------------ | ---------- | --------------- |
| Bàn thắng ghi được | 1          | 2               |
| Tổng cú sút        | 10         | 5               |
| Cú sút trúng đích  | 4          | 3               |
| Cứu thua           | 1          | 3               |
| Kiểm soát bóng     | 61%        | 39%             |
| Phạt góc           | 0          | 2               |
| Phạm lỗi           | 10         | 9               |
| Việt vị            | 1          | 2               |
| Thẻ vàng           | 4          | 3               |
| Thẻ đỏ             | 0          | 0               |

| Thống kê           | Fiorentina | West Ham United |
| ------------------ | ---------- | --------------- |
| Bàn thắng ghi được | 1          | 2               |
| Tổng cú sút        | 17         | 8               |
| Cú sút trúng đích  | 4          | 4               |
| Cứu thua           | 2          | 3               |
| Kiểm soát bóng     | 63%        | 37%             |
| Phạt góc           | 3          | 4               |
| Phạm lỗi           | 15         | 16              |
| Việt vị            | 2          | 3               |
| Thẻ vàng           | 4          | 4               |
| Thẻ đỏ             | 0          | 0               |